# Острів Купреянова
Острів Купреянова (англ. Kupreanof Island) — один з островів архіпелагу Олександра, розташований у штаті Аляска, Сполучені Штати Америки.

## Географія

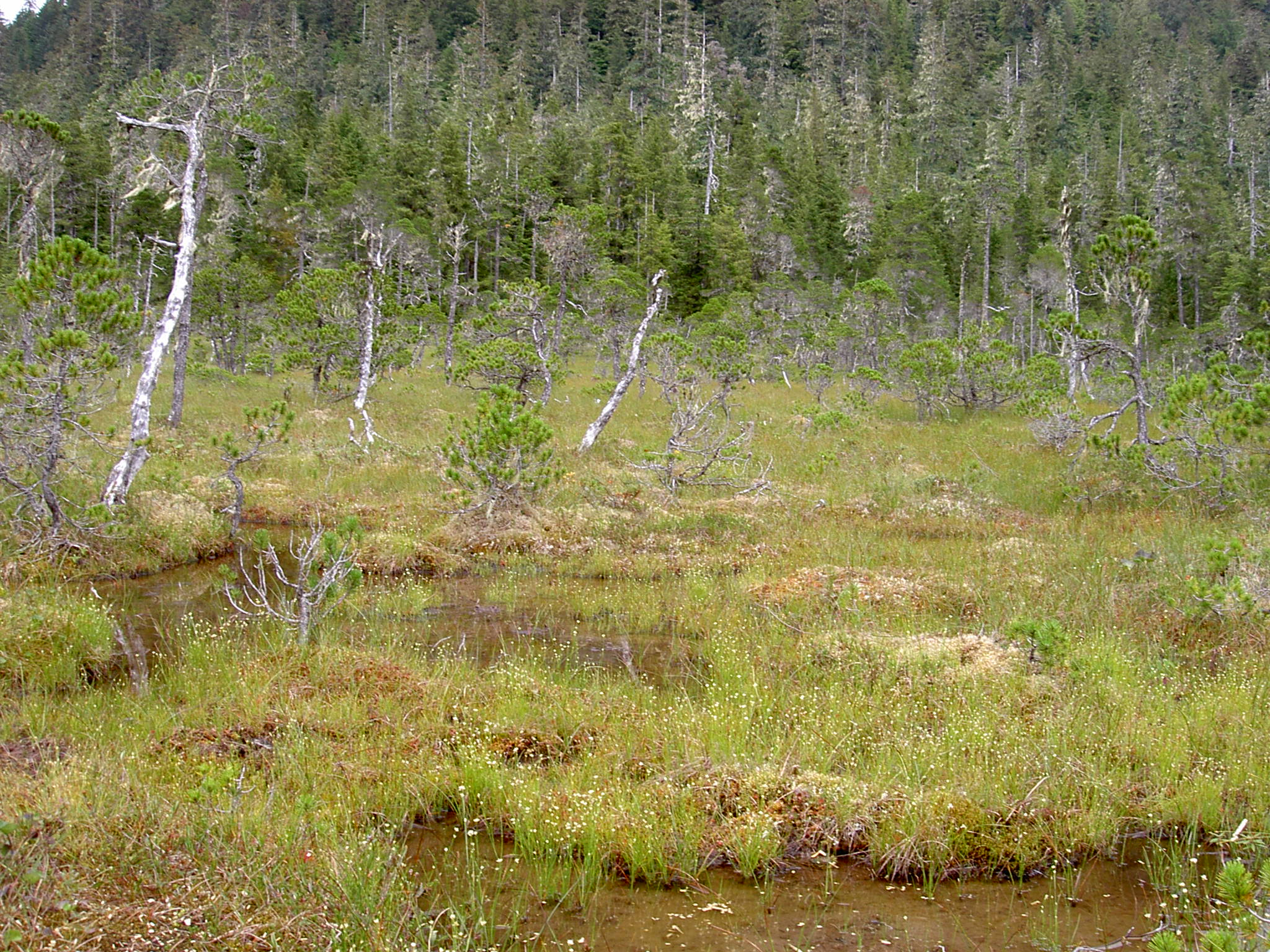
Сосна скручена на схилі г. Пітерсберг. Острів Купреянова

Острів омивається водами Аляскинської затоки, що у північних широтах Тихого океану. Відстань: до материка (на сході) — близько 5,5 км в самій вузькій частині протоки, до острова Кую (на заході) — 1,5 км та до острова Міткова  (на південному сході) — 0,7 км. Острів розділений майже на дві частини затокою Дункан-Канал (англ. Duncan Canal), який відділяє від основної частини острова півострів Лінденберг (англ. Lindenberg Peninsula). Адміністративно відноситься до боро Пітерсберг, що розташований на південному-сході штату Аляска.
Простягся з північного заходу на південний схід на 84 км, при максимальній ширині до 32 км, довжина берегової лінії становить 464,4 км. Має площу 2802,8 км² (10-те місце на Алясці, 13-те у США та 169-те у світі), за іншими даними  — 2813,3 км². Найвища вершина острова, гора Шерман пік, висотою 1190 м. Острів складається з вершин підводного гірського хребта, який тягнеться вздовж узбережжя Канади і Аляски. Рельєф гористий, береги круті, сильно порізані, головним чином фіордами та затоками. Острів складений переважно пізньопротерозойськими інтрузивними та метаморфічними породами.
Територія острова повністю відноситься до національного лісу «Тонгасс». Тут проводиться контрольована офіційна вирубка лісу і заготівля лісоматеріалів.

## Населення
За переписом 2000 року на острові проживало 785 осіб, переважна більшість з них у міських населений пунктах: Кейк 563 особи та містечку Купреянова 26 осіб (2016). Переважна частина населення відноситься до індіанців — тлінгітів.

## Історія
Вперше острів був нанесений на карти в 1793-1794 роках дослідником Джеймсом Джонстоун (James Johnstone) і капітаном корабля «Дискавери» (англ. HMS Discovery (1789) Джозефом Відбі під час Ванкуверскої експедиції.
Офіційна назва острову було присвоєна у 1848 році на честь Івана Антоновича Купреянова, керівника Російсько-Американської Компанії у 1836-1840 роках.